# Ponomarevit
Ponomarevit (IMA-Symbol Pon) ist ein sehr selten vorkommendes Mineral aus der Mineralklasse der „Halogenide“ mit der chemischen Zusammensetzung K4Cu2+4OCl10 und damit chemisch gesehen ein Kalium-Kupfer-Oxichlorid.
Ponomarevit kristallisiert im monoklinen Kristallsystem und entwickelt pseudohexagonale, plattige Kristalle bis etwa 0,1 mm mit einem glasähnlichen Glanz auf den Oberflächen. Meist sind diese allerdings zu krustigen Überzügen bis etwa 3 cm Dicke oder knolligen bis tropfenförmigen Mineral-Aggregaten zusammengebacken. Das Mineral ist von ziegelroter Farbe mit einem Stich ins Goldene, kann aber auch dunkelrot bis schwarz sein. Die Strichfarbe ist jedoch immer orangerot. In frischem Zustand ist Ponomarevit durchsichtig, an der Luft wird er aber schnell trübe und undurchsichtig. 

## Etymologie und Geschichte
Synthetisch konnte die Verbindung K4Cu2+4OCl10 bereits 1972 durch J. J. de Boer, D. Bright und J. N. Helle dargestellt und deren Struktur entschlüsselt werden.
Als natürliche Mineralbildung wurde Ponomarevit erstmals in Mineralproben aus Fumarolenablagerungen am ersten Schlackenkegel entdeckt, der bei der großen Spalteneruption zwischen 1975 und 1976 am Vulkan Tolbatschik auf der Halbinsel Kamtschatka im russischen Föderationskreis Ferner Osten entstand. Die Analyse und Erstbeschreibung erfolgte durch Lidija Pawlowna Wergassowa, Stanislaw K. Filatow, E. K. Serafimowa und T. F. Semenowa (russisch: Л. П. Вергасова, С. К. Филатов, Е. К. Серафимова, Т. Ф. Семенова). Sie benannten das Mineral nach dem russischen Vulkanologen Wassili Wassiljewitsch Ponomarew (englisch: Vasilii Vasil’evich Ponomarev; russisch: Василий Васильевич Пономарев; 1940–1976), um seine Pionierarbeit auf dem Forschungsgebiet der Sublimate des Tolbatchik-Hauptbruchausbruchs zu ehren.
Das Typmaterial des Minerals wird in der Mineralogischen Sammlung der Staatlichen Bergbau-Universität Sankt Petersburg (ehemals Staatliches Bergbauinstitut) in Sankt Petersburg unter der Katalog-Nr. 1483/1 aufbewahrt.

## Klassifikation
Da der Ponomarevit erst 1986 als eigenständiges Mineral anerkannt wurde, ist er in der seit 1977 veralteten 8. Auflage der Mineralsystematik nach Strunz noch nicht verzeichnet. Einzig im Lapis-Mineralienverzeichnis nach Stefan Weiß, das sich aus Rücksicht auf private Sammler und institutionelle Sammlungen noch nach dieser alten Form der Systematik von Karl Hugo Strunz richtet, erhielt das Mineral die System- und Mineral-Nr. III/D.02-10. In der „Lapis-Systematik“ entspricht dies der Klasse der „Halogenide“ und dort der Abteilung „Oxihalogenide“, wobei in den Gruppen III/D.01 bis III/D.05 diejenigen Oxihalogenide eingeordnet sind, bei denen Mg, Mn, Cu, Zn und Sn vorherrschen. Ponomarevit bildet hier zusammen mit Avdoninit, Centennialit, Chrysothallit, Cryobostryxit, Dioskouriit, Flinteit, Mellizinkalit, Sanguit und dem inzwischen diskreditierten Vondechenit die unbenannte Gruppe III/D.02 (Stand 2018).
Die von der International Mineralogical Association (IMA) zuletzt 2009 aktualisierte 9. Auflage der Strunz’schen Mineralsystematik ordnet den Ponomarevit in die erweiterte Abteilung der „Oxihalogenide, Hydroxyhalogenide und verwandte Doppel-Halogenide“ ein. Diese ist weiter unterteilt nach den in der Verbindung vorherrschenden Metallen, so dass das Mineral entsprechend seiner Zusammensetzung in der Unterabteilung „Mit Cu usw., ohne Pb“ zu finden ist, wo es als einziges Mitglied die unbenannte Gruppe 3.DA.35 bildet.
Auch die vorwiegend im englischen Sprachraum gebräuchliche Systematik der Minerale nach Dana ordnet den Ponomarevit in die Klasse der „Halogenide“ und dort in die Abteilung der „Oxihalogenide und Hydroxyhalogenide“ ein. Hier ist er als einziges Mitglied in der unbenannten Gruppe 10.06.12 innerhalb der Unterabteilung „Oxihalogenide und Hydroxyhalogenide mit der Formel AmBn(O,OH)pXq“ zu finden.

## Chemismus
Bei idealer Zusammensetzung (Stoffreinheit) besteht Ponomarevit (K4Cu2+4OCl10) theoretisch aus je vier Kalium- (K+) und Kupfer-Kationen (Cu2+) sowie einem Sauerstoff- (O2−) und 10 Chlor-Anionen (Cl−). Dies entspricht einem Massenanteil (Gewichts-%) von 20,02 Gew.-% K, 32,54 Gew.-% Cu, 2,05 Gew.-% O und 45,39 Gew.-% Cl oder in der Oxidform 24,12 Gew.-% K2O, 40,73 Gew.-% CuO, 10,24 Gew.-% O und 45,39 Gew.-% Cl.
Bei der Analyse natürlicher Mineralproben aus der Typlokalität am ersten Schlackenkegel fanden sich zusätzlich geringe Gehalte von 2,76 Gew.-% Na2O, 1,25 Gew.-% SO3, 0,31 Gew.-% ZnO und 0,03 Gew.-% Fluor (F).

## Kristallstruktur
Ponomarevit kristallisiert in der monoklinen Raumgruppe C2/c (Raumgruppen-Nr. 15) mit den Gitterparametern a = 14,73 Å; b = 14,86 Å; c = 8,93 Å und β = 104,9° sowie vier Formeleinheiten pro Elementarzelle.

## Eigenschaften
Ponomarevit ist bereits in kaltem Wasser leicht löslich. Auch an der Luft ist er schon bei Raumtemperatur instabil und wandelt sich nach einigen Tagen in Mitscherlichit um. Beim Erhitzen ist Ponomarevit dagegen bis zu einer Temperatur von 275 °C stabil. Darüber hinaus beginnt der Zerfall des Minerals zu Tenorit (CuO) und Sylvin (KCl) beginnt. Die DTA-Kurve zeigt einen endothermen Übergang bei 408 °C.

## Bildung und Fundorte
Ponomarevit bildet sich bei Temperaturen zwischen 280 und 400 °C als Rissfüllung und in Fumarolen. Als Begleitminerale können unter anderem Halit, Sophiit, Sylvin, Tenorit, Tolbachit, Dolerophanit, Piypit, Chalkocyanit, Cotunnit, Klyuchevskit, Kamchatkit auftreten.
Außer seiner Typlokalität am ersten Schlackenkegel konnte Ponomarevit bisher nur noch an den Fumarolen Nowaja (englisch Novaya; „Die Neue“) und Jadowitaja (englisch Yadovitaya; „Die Giftige“) am zweiten Schlackenkegel des Tolbatschik entdeckt werden.